# Centaurea clementei
Centaurea clementei — вид квіткових рослин айстрових (Asteraceae). Ареал: пд.-зх. Іспанії, Марокко.

## Біоморфологічна характеристика
Багаторічник, біло павутинчастий. Стебла до 40 см завдовжки, дерев'янисті біля основи, злегка розгалужені. Листки лопатеві; нижні з довгим черешком, широко=яйцеподібні; стеблові сидячі, яйцювато-ланцетні. Квіткові голови одинарні. Обгортки ≈ 30 × 40–48 мм, кулясті; приквітки яйцювато-еліптичні, придатки з темно-бурою центральною частиною. Квітки яйцюваті, жовті; зовнішні стерильні й менші за внутрішні; внутрішні двостатеві. Сім'янки ≈ 6 × 3.2 мм, яйцеподібні, злегка стиснуті, рідко ворсинчасті. Чубок 4–5 мм, білуватий. Цвіте і плодоносить з травня по червень.

## Середовище
Населяє вапнякові скелі між 700 і 1200 метрів.